# Zersetzung (Chemie)
Zersetzung (oder Abbau, Degradierung) bedeutet in der Chemie und Biologie die Zerlegung einer chemischen Verbindung in kleinere Moleküle oder gar in Elemente durch physikalische, chemische oder biologische Einflüsse. Daher unterscheidet man die physikalische Zersetzung bzw. thermische Zersetzung, die chemische Zersetzung und die biologische Zersetzung bzw. den biologischen Abbau.

## Typen der Zersetzung

### Physikalische Zersetzung
Die Zersetzung eines chemischen Stoffs geschieht oft durch Zufuhr von Energie in Form von Wärme (siehe Pyrolyse und Kalzinierung). Diese Vorgänge werden auch als thermische Zersetzung bezeichnet. Auch andere Energiezufuhr wie Elektrischer Strom (Elektrolyse, Blitze, Lichtbogen), Ultraviolettstrahlung (Photolyse) oder Röntgenstrahlung bewirken das Aufspalten von Bindungen innerhalb von Molekülen. Dabei entstehen oftmals Radikale, die dann als instabile, energiereiche Teilchen weiterreagieren. Unter Ausschluss von Oxidationsmitteln wie dem Luftsauerstoff kann diese Zersetzung bis zu den Elementen erfolgen, aus denen die Verbindung aufgebaut ist (z. B. Entstehung der Kohlelagerstätten) oder zu unter den gewählten Bedingungen thermodynamisch stabilsten Verbindungen. In der Synthesechemie wird die Zersetzung von Edukten unter niedrigem Druck und hohen Temperaturen zu einem gewünschten Endprodukt als „Flash-Vakuum-Pyrolyse“-Verfahren eingesetzt.
Beispiele
{\displaystyle \mathrm {CH_{4}\ {\xrightarrow {\Delta T}}\ C+\ 2\ H_{2}} }
Thermische Zersetzung von Methan zu Kohlenstoff und Wasserstoff
{\displaystyle \mathrm {2\ BaO_{2}\ {\xrightarrow {\Delta T}}\ 2\ BaO+\ O_{2}} }
Thermische Zersetzung von Bariumperoxid zu Bariumoxid und Sauerstoff
{\displaystyle \mathrm {CaCO_{3}\ {\xrightarrow {\Delta T}}\ CaO+\ CO_{2}} }
Thermische Zersetzung von Calciumcarbonat zu Calciumoxid und Kohlendioxid
{\displaystyle \mathrm {2\ H_{2}O\ {\xrightarrow {Elektrolyse}}\ O_{2}\ +\ 2\ H_{2}} }
Elektrolyse von Wasser zu Sauerstoff und Wasserstoff

### Chemische Zersetzung
Sind bei einer Zersetzung Oxidationsmittel anwesend, entstehen aus brennbaren Stoffen unter Verbrennung die stabilsten Verbindungen mit dem Oxidationsmittel, teils auch ohne Energiezufuhr. Ist das Oxidationsmittel Sauerstoff (beispielsweise aus der Luft), so werden bei organischen Verbindungen Wasser H2O und Kohlenstoffdioxid CO2 (eventuell auch Schwefeloxide, Stickoxide oder Stickstoff als Gas) gebildet, bei anorganischen Stoffen meist Oxide oder andere sauerstoffhaltige Verbindungen wie Sulfate, Phosphate oder Silikate.
Manche Verbindungen zersetzen sich auch beim Erhitzen unter Abspaltung stabiler Verbindungen wie Kohlenstoffdioxid (Decarboxylierung) oder Wasser (Dehydratisierung, z. B. die Abgabe des Kristallwassers aus Hydraten). Werden bei der Zersetzung Metalle angegriffen, nennt man dies Korrosion, bei Eisen speziell heißt das entstehende Produkt aus verschiedenen Eisenoxiden und Wasser Rost. Bei der Zerlegung von biologisch wichtigen, polymeren Biomolekülen wie Proteinen und Polysacchariden durch Enzyme, verdünnte Säuren oder Basen spricht man von Hydrolyse (Zerlegung durch Wasser). Die Abbauprodukte eines Stoffes können Aufschluss über die Zusammensetzung der Ausgangssubstanzen geben. Der thermische Abbau spielt daher in der Analytischen Chemie eine bedeutende Rolle.
Beispiele
{\displaystyle \mathrm {CH_{4}\ +\ 2\ O_{2}\ {\xrightarrow {\Delta T}}\ CO_{2}\ +\ 2\ H_{2}O} }
Verbrennung von Methan mit Sauerstoff zu Kohlenstoffdioxid und Wasser
{\displaystyle \mathrm {HOOC-CH_{2}-COOH\ {\xrightarrow {\Delta T}}\ HOOC-CH_{3}\ +\ CO_{2}} }
Thermische Zersetzung von Malonsäure zu Essigsäure unter Abspaltung von Kohlenstoffdioxid

### Biotische Zersetzung
Lebewesen, die organische Stoffe abbauen, werden unter der Bezeichnung Saprobionten oder Destruenten zusammengefasst. Dies sind Tiere wie Milben, Asseln, und Mikroorganismen wie Bakterien (z. B. Actinomyceten) und Pilze. Dabei werden organische Stoffe, meist hochpolymere Proteine oder Kohlenhydrate von diesen Lebewesen zunächst mechanisch, dann chemisch entweder unter Luftausschluss (anaerob) oder Luftanwesenheit (aerob) zersetzt. Die Saprobionten nutzen dabei die organischen Verbindungen als Energiequelle.

Abzeichen der DIN CERTCO und der European Bioplastics nach EN 13432

Die Zersetzung organischer Stoffe in Abfällen durch Saprobionten bzw. deren Enzyme, die Abfälle dem natürlichen Stoffkreislauf zuführt, wird auch allgemein biologischer Abbau genannt. Die biologische Abbaubarkeit industriell hergestellter Chemikalien, u. a. auf der Basis nachwachsender Rohstoffe wie in der Oleochemie, und Werkstoffe (bsp. Kunststoffe) wird mit (teilweise) spezifischen Testverfahren untersucht. Insbesondere für biologisch abbaubare Kunststoffe existieren Kennzeichnungssysteme. Oft werden auch die Bezeichnungen Biodegradabilität oder Biodegradierbarkeit verwendet. Substanzen werden als abbauresistent bezeichnet, wenn sie keinem biologischen Abbau unterliegen. Wenn sie auch durch sonstige chemische oder physikalische Prozesse nicht abgebaut werden, werden sie als persistent bezeichnet.
Die Korrosion von Stoffen durch Lebewesen wird als Biokorrosion bezeichnet. Dazu gehören sowohl Zersetzungsprozesse, die deren Stoffwechsel dienen, als auch ausgeschiedene Sekundärmetaboliten, die zur Zersetzung führen.